# Boninella satoi
Boninella satoi är en skalbaggsart som först beskrevs av Nobuo Ohbayashi 1976.  Boninella satoi ingår i släktet Boninella och familjen långhorningar. Inga underarter finns listade.